# Эмпорий
Эмпо́рий (лат. emporium, от др.-греч. ἐμπόριον, от ἔμπορος — путешественник, торговец, купец) — общее название, применяемое для торговых поселений, возникших в северо-западной Европе в VI—VII веках и просуществовавших до IX века. Также известны как «вики» или «вичи» (англ. wics, лат. vicus). Эмпории появляются на периферии областей, характеризуются отсутствием инфраструктуры (как правило, нет церквей и развитой системы городских укреплений) и они недолговечны, так как около 1000 года эмпории замещаются возрождающимися европейскими городами. Примеры включают Дорестад, Квентович, Ипсуич, Хамвик, и Люнденвик (о чем см. Англосаксонский период истории Лондона). Их роль в экономической истории Западной Европы остается не до конца ясной. Самый известный исследователь эмпорий — британский археолог Ричард Ходжес (Richard Hodges).
Современное понимание роли эмпориев как протогородов меняется по мере накопления новых и осмысления существующих данных археологии. Общепринятой является точка зрения, что в условиях раннего Средневековья создание подконтрольных торгово-ремесленных поселений было единственным способом для варварской родоплеменной знати получить постоянный доступ к товарам категории «люкс», обладание которыми, собственно, и выделяло знатного человека из числа соплеменников. Этим, в частности, объясняется отсутствие укреплений — безопасность гарантировалась местной знатью, а контроль и зависимость города гарантировались отсутствием собственной военной организации. Этим же объясняется и не всегда оптимальный выбор места, которое тоже выбиралось из соображений близости к резиденции племенной знати и удобства контроля. В западной Европе предпочитали располагать эмпории рядом с римскими укреплениями, которые служили цитаделью для контролировавшего город гарнизона и убежищем в случае реальной внешней опасности. Зависимость протогорода-эмпория от местных владык объясняет и их судьбу — большинство из них были перенесены или переехали вместе с переносом центра местной власти на новое место.
Современный взгляд на экономическую роль эмпорий постепенно сдвигается от представлений об эмпории как о торгово-импортном центре к пониманию большой роли местного производства (возможно — из привозного сырья). Иногда выделяется сегрегация ремесленных и усадебных, более свободно спланированных и ориентированных на сельское хозяйство кварталов. Интересно, что ситуация, когда экономически успешные эмпории пытались контролировать окружавшие их племенные элиты, оказалась недостаточно устойчивой: так, например, великоморавские протогородские агломерации Микульчице, Старе Место (близ Угерске-Градиште), Поганьско (близ Бржецлава), процветавшие на обслуживании Империи Каролингов в IX—X веках, практически мгновенно исчезли после изменения экономической ситуации, вызванного вторжением венгров в X веке, хотя сами они и не были затронуты боевыми действиями. В это же самое время западноевропейские эмпории оказались удивительно устойчивыми и не исчезали, несмотря на неоднократные опустошительные набеги викингов.

## Примеры европейских эмпорий — протогородов
| Предполагаемые название и локализация                                                                    | Время существования                                            | Размер                                                           | Укрепления и планировка                                                                            | Судьба | Примечания                                        |
| --- | -------------------------------------------------------------- | ---------------------------------------------------------------- | -------------------------------------------------------------------------------------------------- | --- | ------------------------------------------------- |
| Хельгё на o. Хельгё в оз. Меларен                                                                        | I-II — XI вв., ремесленное производство с II по VII вв.        |                                                                  | Форнборг и семь сменяющих друг друга групп домов                                                   | Производство сворачивается в VII веке и поселение принимает характер усадьбы                                              | [ 2 ]                                             |
| Павикен, залив Павикен, о. Готланд                                                                       | VIII-XI вв.                                                    |                                                                  | Форнборг, свайное заграждение в воде                                                               | Перенесен в Вестергарн после обмеления залива                                                                             | [ 3 ]                                             |
| Бирка, о. Бьёркё в оз. Меларен                                                                           | 800—975 гг.                                                    | 7 га, постоянно проживало 700—1000 чел.                          | Цитадель — форнборг, свайное заграждение в воде, вал (заброшен ещё в период существования города)  | Возможно, перенесен в Сигтуну, потерял значение после обмеления Сёдертельского пролива или разрушен при нападении врагов. | Контролировался из королевской усадьбы Ховгорден. |
| Альдейгьюборг, земляное городище Старой Ладоги, нижняя береговая терраса р. Волхов у впадения р. Ладожки | основан 753 г.                                                 | к 850-м гг. застройка распространяется на левый берег р. Ладожки | не ранее 860-х строится первая крепость — цитадель на мысовой площадке между р. Ладожка и Волховом | Превращается в город. | [ 4 ]                                             |
| Квентовик, р. Канш — ок. 3 км от устья                                                                   | VII-XI вв.                                                     | 35 га                                                            | римский форт в устье р. Канш, современный г. Этапль                                                | После неоднократных набегов викингов уступает своё значение городу Монтрёй-сюр-Мер выше по течению.                       | [ 5 ]                                             |
| Рюриково городище, береговая терраса и мыс у впадения в р. Волхов р. Волховец                            | IX-X вв., затем превращается в загородную княжескую резиденцию | 9-13 га.                                                         | вал IX в. заброшен и застроен в X в.                                                               | Уступает свою роль Новгороду, превращается в загородную княжескую резиденцию                                              | [ 4 ]                                             |